# بالاساز
بالاساز (به قزاقی: Balasaz) یک منطقهٔ مسکونی در قزاقستان است که در شهرستان آق‌سو، آلماتی واقع شده‌است. بالاساز ۸۳ نفر جمعیت دارد.